# Vitālijs Astafjevs
Vitālijs Astafjevs (ur. 3 kwietnia 1971 w Rydze) – łotewski piłkarz grający na pozycji pomocnika. Obecnie jest asystentem menadżera w klubie Skonto FC.

## Kariera reprezentacyjna
Jego debiut w reprezentacji narodowej miał miejsce 26 sierpnia 1992 roku w zremisowanym meczu przeciwko Danii. Wystąpił na Euro 2004 w roli kapitana łotewskiej drużyny narodowej. Przez 18 lat wystąpił w 167 meczach pierwszej reprezentacji swojego kraju zdobywając 17 bramek, co daje mu pierwsze miejsce pod względem występów i trzecie pod względem ilości strzelonych bramek w łotewskiej reprezentacji. Jest także rekordzistą Europy pod względem meczów w pierwszej reprezentacji.

## Osiągnięcia
- Baltic Cup (3)

1993, 1995, 2008
- Mistrzostwo Łotwy (8)

1992, 1993, 1994, 1995, 1997, 1998, 1999, 2010
- Puchar Łotwy (4)

1992, 1995, 1997, 1998
- Król strzelców Virslīgi (1)

1995
- Łotewski piłkarz roku (3)

1995, 1996, 2007